# Mica Javier
Mica Cecille Javier-Sillona (* 29. Juli 1993 in Manila) ist eine philippinische Schauspielerin, Sängerin und ein Model.

## Leben
Javier wurde am 29. Juli 1993 in Manila geboren. Ihr Vater ist der Geschäftsmann und Politiker Leonardo „Sandy“ Javier Jr. Ihr Onkel Danny Javier (1947–2022) war Mitglied der APO Hiking Society, einer philippinischen Musikgruppe. Sie besuchte die International School Manila (ISM) in Manila, ab 2006 für zwei Jahre die NYU Liberal Studies Program (LS), früher bekannt als General Studies Program (GSP), die sie 2008 erfolgreich abschloss und von 2008 bis 2010 ihr Alumna an der Gallatin School of Individualized Study der NYU erwarb. 2012 lernte sie den Sänger Jay-R kennen, den sie am 1. März 2020 auf Boracay heiratete.

## Karriere
Während ihrer Schulzeit an der High School begann Javier erste Modelaufträge entgegenzunehmen. Es folgten Aufträge für den Zahnpasta Hersteller Colgate sowie für die Getränkemarke Nestea. Während ihres Studiums wurde sie als Printmodel unter anderen im Women’s Health oder der Cosmopolitan abgebildet und war in Fernsehwerbungen für Always, Red Mobile oder Pizza Hut zu sehen. Mit ihrem Umzug nach New York City schloss sie Verträge mit den Modelagenturen BMG Models und MMG Models ab. 2010 schloss sie ein Vertrag mit einem Label von Timbaland. Von 2016 bis 2019 war sie Mitglied der Tanzgruppe GirlTrends, kurz GT.
Ab Mitte der 2010er Jahre führte ihre zunehmende Bekanntheit dazu, dass sie auch Engagements als Schauspielerin erhielt. So war sie etwa von 2016 bis 2018 in sechs Episoden der Fernsehserie Maalaala mo kaya in verschiedenen Rollen zu sehen. 2019 spielte sie in General Commander mit der Rolle der Maria Lopez eine der weiblichen Hauptrollen in dem Actionfilm mit Steven Seagal. 2022 folgten Besetzungen in den The-Asylum-Filmproduktionen Time Pirates, Super Volcano, Megaquake – Kalifornien am Abgrund und Ice Storm – Der Beginn einer neuen Eiszeit.

## Diskografie (Auswahl)
Alben
- 2015: Dreamer, Label: HomeWorkz

Singles
- 2019: Laruan, Label: HomeWorkz Entertainment Services, Veröffentlichungsdatum 9. Oktober 2019
- 2020: Honest, Label: HomeWorkz Entertainment Services, Veröffentlichungsdatum 20. Februar 2020

## Filmografie (Auswahl)
- 2016: Love Me Tomorrow
- 2016–2018: Maalaala mo kaya (Fernsehserie, 6 Episoden, verschiedene Rollen)
- 2017: Siargao
- 2018: Los bastardos (Fernsehserie)
- 2019: Hush (Fernsehserie, 2 Episoden, verschiedene Rollen)
- 2019: General Commander – Tödliches Kommando (General Commander)
- 2019: Empty by Design
- 2020: Ipaglaban mo (Fernsehserie, Episode 1x261)
- 2022: Time Pirates
- 2022: Super Volcano (Fernsehfilm)
- 2022: Megaquake – Kalifornien am Abgrund (20.0 Megaquake, Fernsehfilm)
- 2023: Ice Storm – Der Beginn einer neuen Eiszeit (Ice Storm, Fernsehfilm)
- 2023: Transmorphers 2: Kriegsbestien-Mech (Transmorphers: Mech Beasts)